# Walworth megye (Wisconsin)
Walworth megye az Amerikai Egyesült Államokban, azon belül Wisconsin államban található. Megyeszékhelye Elkhorn, legnagyobb városa Whitewater. Lakosainak száma 106 478 fő (2020. április 1.). Walworth megye Waukesha, Racine, Kenosha, McHenry, Boone, Rock és Jefferson megyékkel határos.

## Népesség
A megye népességének változása:
| Lakosok száma | 102 165 | 102 841 | 103 069 | 102 945 | 102 804 | 106 478 |
|               | 2010    | 2011    | 2012    | 2013    | 2015    | 2020    |